# Gäsjöåsen
Gäsjöåsen este o arie protejată (arie specială de conservare — SAC, sit de importanță comunitară — SCI) din Suedia întinsă pe o suprafață de 28,8 ha, integral pe uscat.

## Localizare
Centrul sitului Gäsjöåsen este situat la coordonatele 61°48′14″N 12°50′34″E / 61.8039°N 12.8429°E.

## Înființare
Situl Gäsjöåsen a fost declarat sit de importanță comunitară în aprilie 2004 pentru a proteja 1 specie de plante. Situl a fost protejat și ca arie specială de conservare în martie 2011.

## Biodiversitate
Situată în ecoregiunea boreală, aria protejată conține 3 habitate naturale: Mlaștini alcaline, Roci stâncoase cu vegetație pionieră de Sedo-Scleranthion sau Sedo albi-Veronicion dillenii, Taiga vestică.
La baza desemnării sitului se află o specie protejată de  plante: papucul doamnei (Cypripedium calceolus).